# Файез ат-Таравне
Файез ат-Таравне (1 мая 1949, Амман — 15 декабря 2021) — премьер-министр Иордании с 21 августа 1998 по 4 марта 1999 года и с 2 мая по 10 октября 2012 года.
Изучал экономику в Иорданском Университете, окончил его в 1971 году. Защитил диссертацию на доктора экономических наук в Университете Южной Калифорнии (University of Southern California). С 9 января по 6 августа 1988 года — министр промышленности, торговли и снабжению Иордании, потом до 24 апреля 1989 — министр промышленности и торговли. С 19 марта 1997 по 17 февраля 1998 года был министром иностранных дел.
2 мая 2012 года приведён к присяге как премьер-министр переходного правительства. В октябре 2012 года правительство под руководством аль-Таравне было отправлено в отставку в свете предстоящих в начале 2013 года досрочных парламентских выборов.